# Stanguellini-Guzzi Colibrì
La Stanguellini-Guzzi Colibrì è un'autovettura da record prodotta in esemplare unico dalla Stanguellini nel 1963.

## Il contesto
La vettura, costruita su telaio progettato da Stanguellini, è dotata di carrozzeria aerodinamica disegnata da Franco Scaglione e realizzata dalla "Gransport" di Modena. Inizialmente avrebbe dovuto essere equipaggiata con il propulsore "8C" da 500 cm³ della Moto Guzzi, accantonato qualche anno prima, dopo il ritiro della Moto Guzzi dal Motomondiale. I costi per lo sviluppo automobilistico di un motore tanto complesso e la maggiore convenienza pubblicitaria per la quarto di litro, fecero preferire l'impiego del monociclindrico bialbero da 248 cm³ raffreddato ad aria con cambio a 5 marce, derivato dalla "Gambalunghino", e messo a punto dalla casa motociclistica di Mandello del Lario per il tentativo di record..
La notevole potenza di 29 CV, la curata profilatura e la leggerezza strutturale della "Colibrì", permisero ai piloti Angelo Poggio e Pietro Campanella di conquistare 6 record mondiali di classe sulla media distanza, il 9 ottobre 1963, sull'anello di alta velocità dell'Autodromo di Monza.
L'esemplare, spesso protagonista di varie manifestazioni e mostre, è conservato nel Museo Stanguellini di Modena.

## Record stabiliti
Record sulla distanza
| Distanza   | Tempo   | Velocità Media |
| ---------- | ------- | -------------- |
| 50 km      | 18'26'4 | 162,63 km/h    |
| 100 km     | 36'27'4 | 164,58 km/h    |
| 200 km     | 72'55'3 | 164,54 km/h    |
| 50 miglia  | 29'33'1 | 164,29 km/h    |
| 100 miglia | 58'38'4 | 164,64 km/h    |

Record sul tempo
| Tempo | Distanza Percorsa |
| ----- | ----------------- |
| 1 ora | 164,63 km/h       |